# Vandenendeviridae
Vandenendeviridae ist eine im April 2024 als Familie eingerichtete Gruppe von Viren mit Kopf-Schwanz-Aufbau vom Morphotyp A (Myoviren).
Ihre Wirte sind Bakterien, was sie als Bakteriophagen klassifiziert.

## Beschreibung
Die Vandenendeviridae wurden mit Hilfe der Clusteranalyse-Tools VIRIDIC, ViPTree, VIRCLUST und vConTACT v.3.0 als zusammenhängende Verwandtschaftsgruppe lytischer Pseudomonas-Myoviren identifiziert. Die DNA-Sequenzähnlichkeit der Gründungsmitglieder beträgt mindestens 12,2 %; zudem haben sie 15 Proteine („Kernproteine“) gemeinsam.
Als die Familie neu eingerichtet wurde, waren bereits vier Mitgliedsgattungen bekannt: Baldwinvirus, Nankokuvirus, Otagovirus, Flaumdravirus und Pakpunavirus; gleichzeitig mit der Familie wurden sieben weitere (ursprünglich) monotypische Gattungen neu eingerichtet: Weillhallvirus, Omahavirus, Torinovirus, Yunamivirus, Ventosusvirus, Uavernvirus und Chemalvirus, sowie Shenlongvirus; dazu kam die neuen Gattung Tartuvirus mit vier Arten und Kremarvirus mit zwei Arten.
Bis auf Nankokuvirus und Chemalvirus wurden diese Gattungen auf zwei Unterfamilien aufgeteilt: Gorskivirinae und Skurskavirinae.

### Reproduktionszyklus

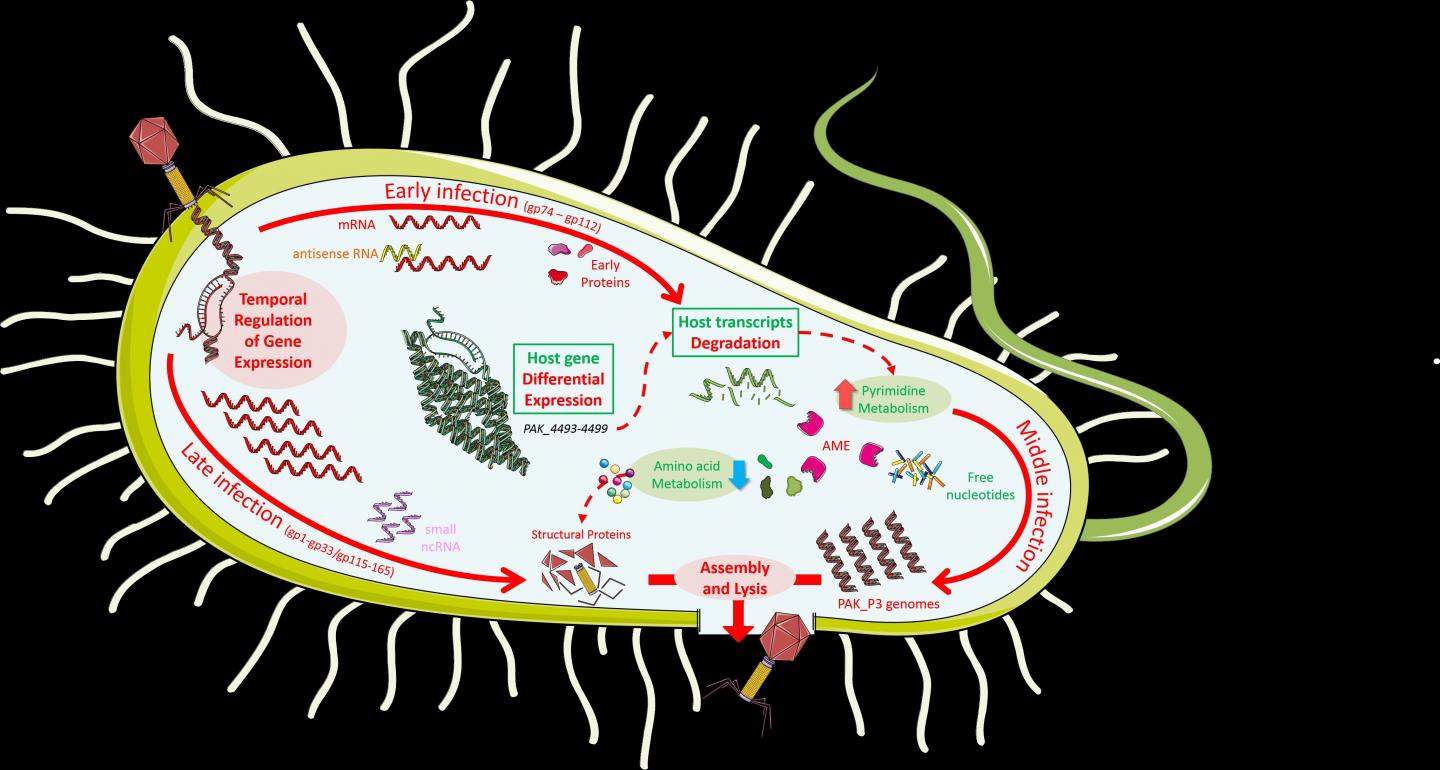
Beispielshaft: Reproduktionszyklus von Pseudomonas-Phage PAK_P3, Gattung Nankokuvirus

### Genom

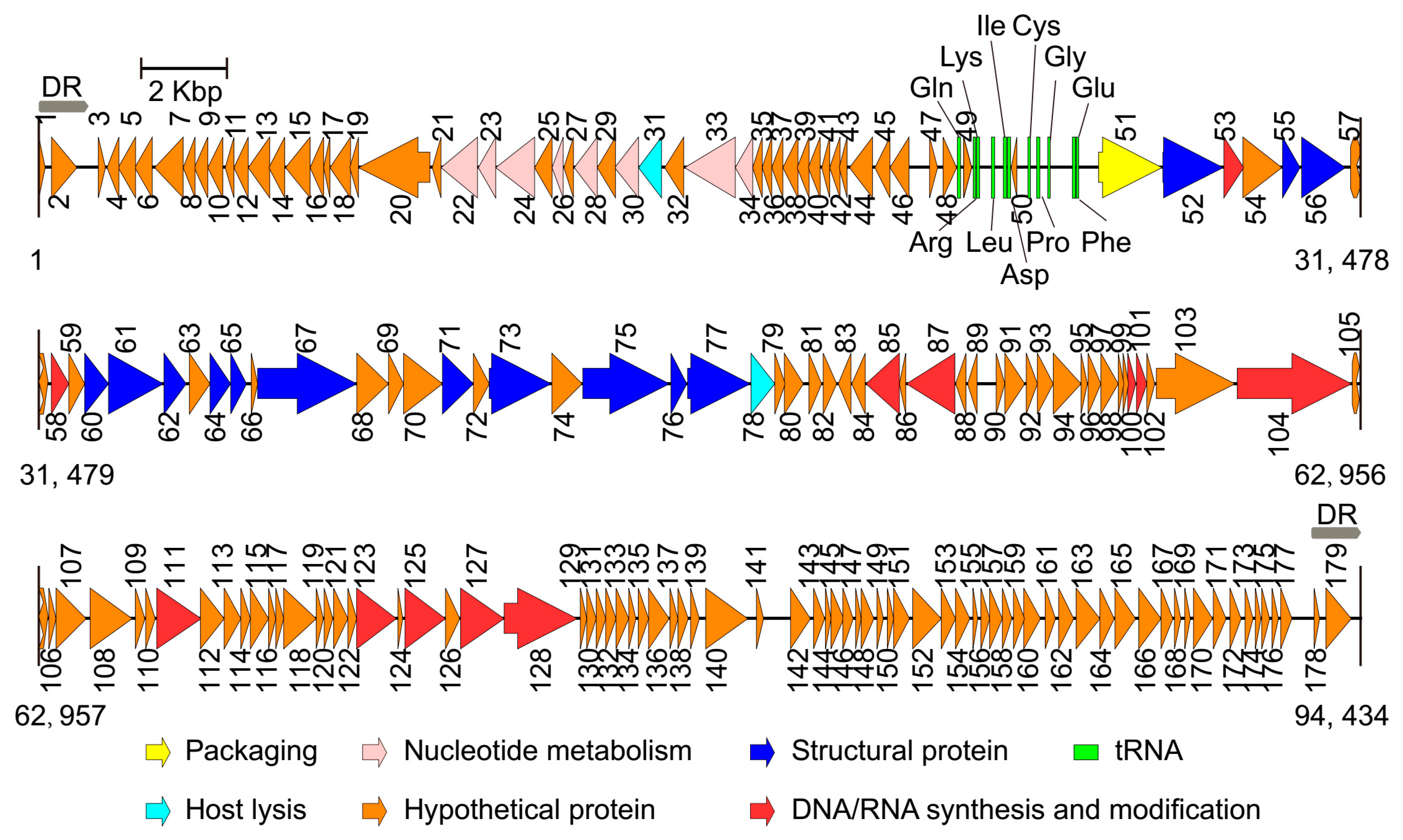
Beispielshaft: Genomkarte von „Pseudomonas-Phage vB_PaeM_SCUT-S2“, vorschlagsweise Gattung Pakpunavirus

## Anwendungen
Das sich unter den Bakterien der Gattung Pseudomonas etliche Erreger von Krankheiten bei Pflanzen und Tieren, insbesondere auch opportunistische Krankheitserreger des Menschen befinden, sind lytische Pseudomonas-Viren von besonderem Interesse, weil sie die Wirtszellen zum Platzen bringen. Unter den zahlreichen Veröffentlichungen zu diesem Thema seien nur einige herausgegriffen:
- Beispielsweise veröffentlichen Laurent Debarbieux et al. 2010 eine Studie, in der sie untersuchten, inwieweit Pseudomonas-Phagen, darunter PAK_P1 (Spezies Pakpunavirus PAKP1), etwa zur Behandlung oder Vorbeugung von Lungeninfektionen mit Pseudomonas aeruginosa tauglich sind.[7]
- Marine Henry et al. untersuchten 2015 in Hinblick auf Phagentherapie einige Pseudomonas-Phagen eingehender, die heute als Mitglieder der Gattungen Nankokuvirus und Pakpunavirus bestätigt sind.[1]
- Eine weitere Studie in dieser Richtung veröffentlichten Anne Chevallereau et al. 2016, unter anderem. über Pseudomonas-Phage PAK_P3 (Gattung Nankokuvirus).[5]

Wenn die Phagen sehr spezifisch ganz bestimmte Wirtsspezies oder gar -stämme infizieren, ist eine genaue Bestimmung des Pathogens Voraussetzung für eine erfolgreiche Phagentherapie. Dafür ist dann sichergestellt, dass die Phagen nicht andere („gutartige“) Bakterien, insbesondere auch von der Gattung Pseudomonas selbst, schädigen.

## Systematik

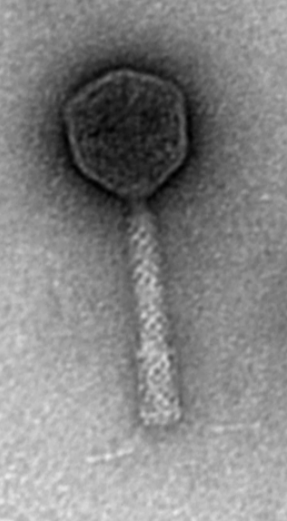
EM-Aufnahme von Pseudomonas-Phage PAK_P5 (Spezies Nankokuvirus PAKP3).
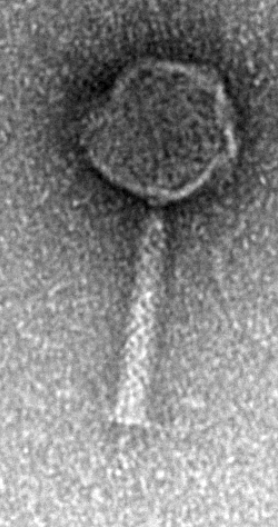
EM-Aufnahme von Pseudomonas-Phage CHA_P1 (Spezies Nankokuvirus PAKP3).
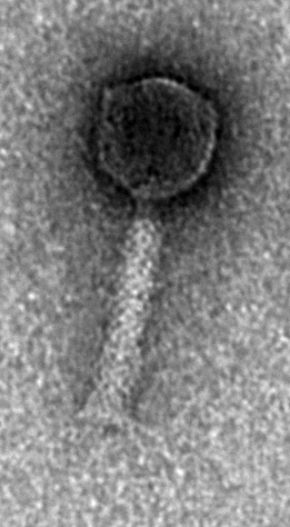
EM-Aufnahme von Pseudomonas-Phage LSL4 (vorgeschlagen für Gattung Nankokuvirus).

Die Systematik der Vandenendeviridae ist nach International Committee on Taxonomy of Viruses (ICTV), ergänzt um einige Vorschläge nach der Taxonomie des National Center for Biotechnology Information (NCBI) in Hochkommata mit Stand 1. April 2025 (MSL#40v1) wie folgt:
Familie Vandenendeviridae
- Unterfamilie Gorskivirinae[9][10]

- Gattung Dilongvirus
  - Spezies Dilongvirus PHB09, mit Pseudomonas-Phage PHB09

- Gattung Flaumdravirus

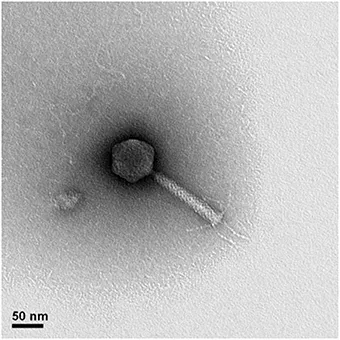
EM-Aufnahme eines Partikels von Pseudomonas-Phage Kil1

  - Spezies Flaumdravirus KIL2 (Pseudomonas-Virus KIL2), mit Pseudomonas-Phage vB_PsyM_KIL4 (sic!) alias Kil4
  - Spezies Flaumdravirus KIL4 (Pseudomonas-Virus KIL4), mit Pseudomonas-Phage vB_PsyM_KIL1 (sic!) alias Kil1, vB_PsyM_KIL2 (sic!) alias Kil2, vB_PsyM_KIL3, vB_PsyM_KIL3b und vB_PsyM_KIL5

- Gattung Kremarvirus
  - Spezies Kremarvirus kremar, mit Pseudomonas-Phage Kremar
  - Spezies Kremarvirus M51, mit Pseudomonas-Phage M5.1
  - Spezies Kremarvirus VCM (früher Otagovirus VCM, Pseudomonas-Virus VCM), mit Pseudomonas-Phage VCM alias Pseudomonas syringae DC3000 phage VCM.

- Gattung Omahavirus
  - Spezies Omahavirus UNOG1W1, mit Pseudomonas-Phage UNO-G1W1, Wirt: Pseudomonas fluorescens Migula, isoliert aus Süßwassereis in Nebraska

- Gattung Otagovirus (11 Spezies)
  - Spezies Otagovirus PE09, mit Pseudomonas-Phage PE09
  - Spezies Otagovirus PN09, mit Pseudomonas-Phage PN09
  - Spezies Otagovirus psa267, mit Pseudomonas-Phage phiPsa267
  - Spezies Otagovirus psa300, mit Pseudomonas-Phage phiPsa300
  - Spezies Otagovirus psa315, mit Pseudomonas-Phage phiPsa315
  - Spezies Otagovirus psa347, mit Pseudomonas-Phage phiPsa34
  - Spezies Otagovirus Psa374, mit Pseudomonas-Phage phiPsa374
  - Spezies Otagovirus psa381, mit Pseudomonas-Phage phiPsa381
  - Spezies Otagovirus psa397, mit Pseudomonas-Phage phiPsa397
  - Spezies Otagovirus psagek4, mit Pseudomonas-Phage psageK4
  - Spezies Otagovirus psagek4e, mit Pseudomonas-Phage psageK4e

- Gattung Shenlongvirus
  - Spezies Shenlongvirus PPSC2, mit Pseudomonas-Phage PPSC2

- Gattung Tartuvirus
  - Spezies Tartuvirus amme3, mit Pseudomonas-Phage vB_PpuM-Amme-3
  - Spezies Tartuvirus kopa4, mit Pseudomonas-Phage vB_PpuM-KoPa-4
  - Spezies Tartuvirus nopa, mit Pseudomonas-Phage vB_PpuM-NoPa
  - Spezies Tartuvirus roomu2, mit Pseudomonas-Phage vB_PpuM-Roomu-2

- Gattung Torinovirus
  - Spezies Torinovirus K7A1, mit Pseudomonas-Phage phiK7A1

- Gattung Uavernvirus
  - Spezies Uavernvirus uavern, mit Pseudomonas-Phage UAVern alias USAVern

- Gattung Ventosusvirus
  - Spezies Ventosusvirus ventosus, mit Pseudomonas-Phage ventosus

- Gattung Weillhallvirus
  - Spezies Weillhallvirus wv16Q, mit Pseudomonas-Phage 16Q

- Gattung Yunamivirus
  - Spezies Yunamivirus Y1MI, mit Pseudomonas-Phage vB_PF_Y1-MI

- Unterfamilie Skurskavirinae[13][14]

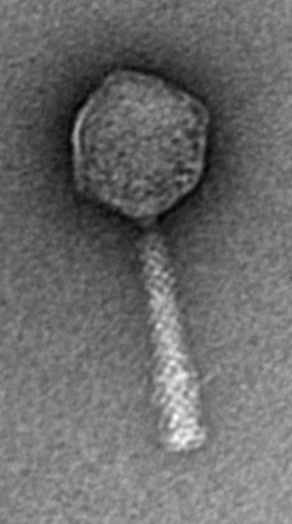
EM-Aufnahme von Pseudomonas-Phage PAK_P4 (Spezies Pakpunavirus PAKP4).

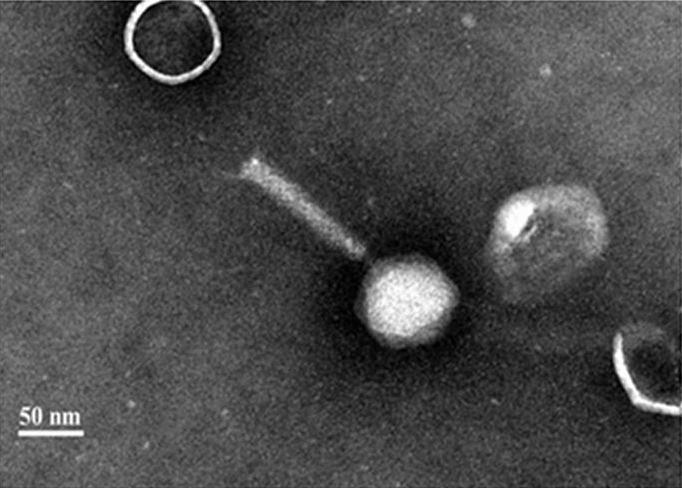
EM-Aufnahmen von Phagenpartikel der Kandidatenspezies „Pseudomonas-Phage K8“,
Gattung Pakpunavirus, Balken: 50 nm.

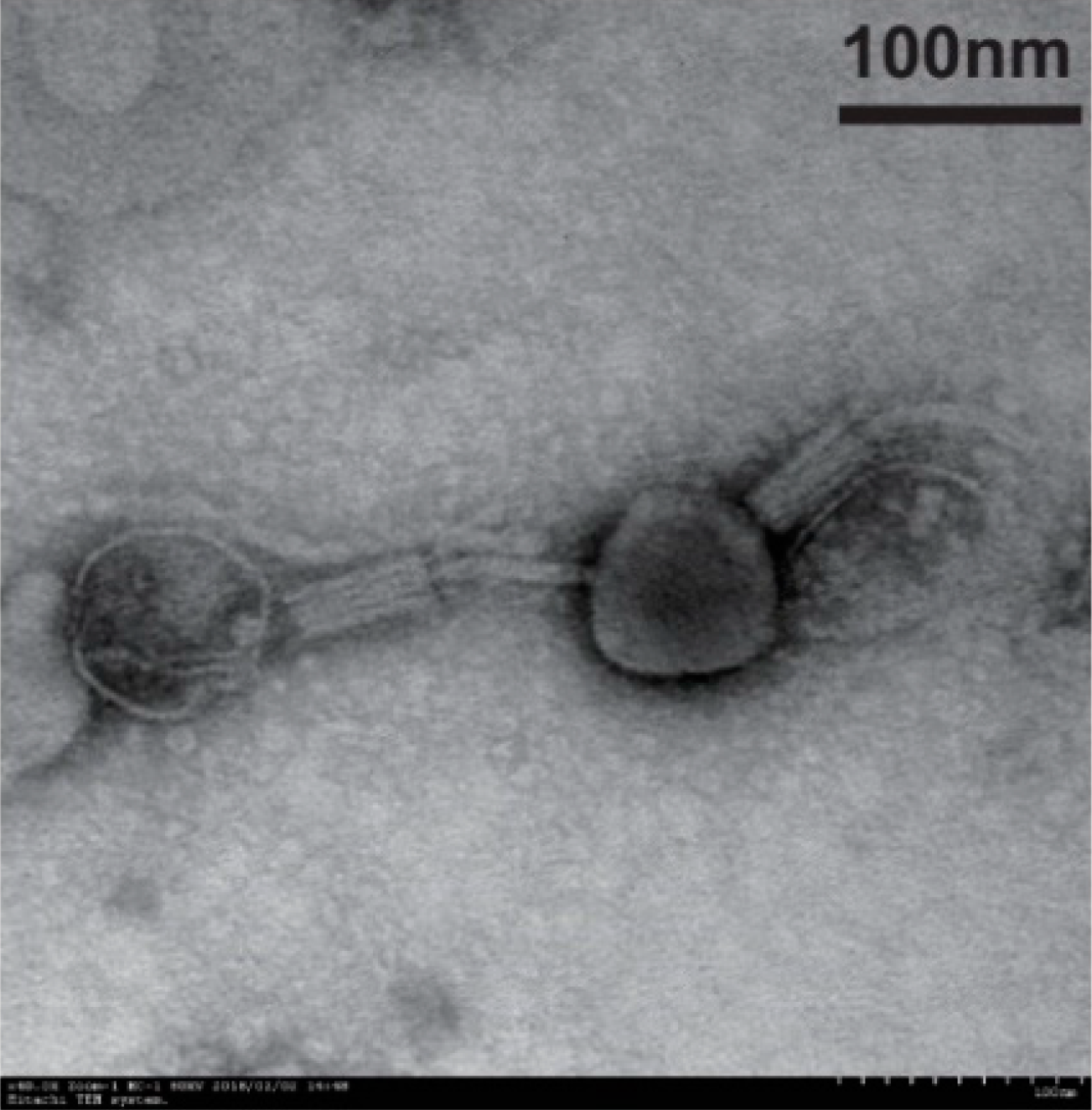
TEM-Aufnahme einex Virions von „Pseudomonas-Phage vB_PaeM_SCUT-S2“ (Gattung Pakpunavirus).

- Gattung Baldwinvirus (im Vorschlag teilweise verschrieben als Balwinvirus)
  - Spezies Baldwinvirus EM, mit Pseudomonas-Phage EM

- Gattung Pakpunavirus (früher PAK_P1likevirus)
  - Spezies Pakpunavirus B8, mit Pseudomonas-Phage vB_PaeS_B8
  - Spezies Pakpunavirus B31, mit Pseudomonas-Phage vB_PaeM_B31
  - Spezies Pakpunavirus B55, mit Pseudomonas-Phage vB_PaeM_B55
  - Spezies Pakpunavirus CAb1, mit Pseudomonas-Phage vB_PaeM_C2-10_Ab1
  - Spezies Pakpunavirus CAb02, mit Pseudomonas-Phage vB_PaeM_C2-10_Ab02
  - Spezies Pakpunavirus EPA1, mit Pseudomonas-Phage vB_PaM_EPA1
  - Spezies Pakpunavirus GUMS, mit Pseudomonas-Phage vB_PA45_GUMS
  - Spezies Pakpunavirus Henu5, mit Pseudomonas-Phage Henu5
  - Spezies Pakpunavirus HJ01, mit Pseudomonas-Phage HJ01
  - Spezies Pakpunavirus ITTPL, mit Pseudomonas-Phage ITTPL
  - Spezies Pakpunavirus JG004, mit Pseudomonas-Phage JG004
  - Spezies Pakpunavirus kat, mit Pseudomonas-Phage vB_Pae_Kat
  - Spezies Pakpunavirus LCK69, mit Pseudomonas-Phage vB_PaeM_LCK69
  - Spezies Pakpunavirus MAG1, mit Pseudomonas-Phage vB_PaeM_MAG1
  - Spezies Pakpunavirus MK (Pseudomonas-Virus phiMK), mit Pseudomonas-Phage phiMK
  - Spezies Pakpunavirus PA10, mit Pseudomonas-Phage PA10
  - Spezies Pakpunavirus PaGz-1, mit Pseudomonas-Phage PaGz-1
  - Spezies Pakpunavirus PAKP1 (Pseudomonas-Virus PAKP1), mit Pseudomonas-Phage PAK_P1 alias vB_PaeM_PAK_P1 – Wirt: Pseudomonas aeruginosa PAK, Fundort: Abwasser
  - Spezies Pakpunavirus PAKP2 (Pseudomonas-Virus PAKP2), mit Pseudomonas-Phage PAK_P2
  - Spezies Pakpunavirus PAKP4 (Pseudomonas-Virus PAKP4), mit Pseudomonas-Phage PAK_P4
  - Spezies Pakpunavirus PaP1, mit Pseudomonas-Phage PaP1
  - Spezies Pakpunavirus PaZq1, mit Pseudomonas-Phage PaZq-1
  - Spezies Pakpunavirus ph0034, mit Pseudomonas-Phage PhL_UNISO_PA-DSM_ph0034
  - Spezies Pakpunavirus phipa10, mit Pseudomonas-Phage phipa10
  - Spezies Pakpunavirus pPA30992aT2, mit Pseudomonas-Phage pPA-3099-2aT.2
  - Spezies Pakpunavirus Ps12, mit Pseudomonas-Phage vB_Paer_Ps12
  - Spezies Pakpunavirus PsCh, mit Pseudomonas-Phage vB_Paer_PsCh
  - Spezies Pakpunavirus PsIn, mit Pseudomonas-Phage vB_Paer_PsIn
  - Spezies Pakpunavirus pv20Sep416, mit Pseudomonas-Phage 20Sep416
  - Spezies Pakpunavirus SPA01, mit Pseudomonas-Phage SPA01
  - Spezies Pakpunavirus SPA05, mit Pseudomonas-Phage SPA05
  - Spezies Pakpunavirus vippaeumc, mit Pseudomonas-Phage vB_VIPPAEUMC01
  - Spezies Pakpunavirus YS35, mit Pseudomonas-Phage YS35
  - Spezies Pakpunavirus zigelbrucke (Pseudomonas-Virus Zigelbrucke), mit Pseudomonas-Phage Zigelbrucke
  - Spezies „Pseudomonas phage K5“ („Pseudomonas-Phage K5“) – zu unterscheiden von Klebsiella-Phage K5 (Przondovirus K5)
  - Spezies „Pseudomonas phage K8“ („Pseudomonas-Phage K8“)
  - Spezies „Pseudomonas phage vB_PaeM_SCUT-S2“ („Pseudomonas-Phage vB_PaeM_SCUT-S2“) (Vorschlag, Wirt: P. aeruginosa )
  - Spezies „…“ (weitere Vorschläge)

- ohne zugewiesene Unterfamilie

- Gattung Chemalvirus
  - Spezies Chemalvirus PseuGes254, mit Pseudomonas-Phage PseuGes_254 alias vB_PseuGesM_254

- Gattung Nankokuvirus (früher Kpp10virus, KPP10likevirus, KPP10-ähnliche Viren)
  - Spezies Nankokuvirus Ab03, mit Pseudomonas-Phage vB_PaeM_PAO1_Ab03, sowie vB_PaeM_PAO1_Ab04, vB_PaeM_PAO1_Ab06, vB_PaeM_PAO1_Ab11 und vB_PaeM_PAO1_Ab17
  - Spezies Nankokuvirus G1, mit Pseudomonas-Phage vB_PaeM_G1, sowie Epa16, Epa17, Epa24 und Epa26
  - Spezies Nankokuvirus KPP10, mit Pseudomonas-Phage KPP10, mit Pseudomonas-Phage PAP-JP, sowie PAP-JP und vB_PaeM_VL12
  - Spezies Nankokuvirus PAKP3 (Pseudomonas-Virus PAKP3), mit Pseudomonas-Phage PAK_P3, sowie CHA_P1, P3_CHA und PAK_P5
  - Spezies Nankokuvirus PS24, mit Pseudomonas-Phage vB_PaeM_PS24
  - Spezies „Pseudomonas-Phage LSL4“
  - Spezies „…“ (etliche weitere nicht-klassifizierte Vertreter)

Virionen von Vertretern der Gattung Nankokuvirus:
- EM-Aufnahme von Pseudomonas-Phage PAK_P5 (Spezies Nankokuvirus PAKP3).
- EM-Aufnahme von Pseudomonas-Phage CHA_P1 (Spezies Nankokuvirus PAKP3).
- EM-Aufnahme von Pseudomonas-Phage LSL4 (vorgeschlagen für Gattung Nankokuvirus).

## Namensherkunft (Etymologie)
Mit dem Familiennamen Vandenendeviridae wird Marinus van den Ende geehrt, ein südafrikanischen Mediziner und Virologe; die Endung ‚-viridae‘ kennzeichnet Virusfamilien.
- Die Unterfamilie Gorskivirinae ist benannt zu Ehren des polnischen Immunologen Andrzej Gόrski[23] (geb. 1946 in Wrocław/Breslau, Polen).[24] Er war 2007–2015 Vizepräsident der Polnischen Akademie der Wissenschaften und 1996–1999 Rektor der Medizinischen Akademie in Warszawa/Warschau (jetzt Warschauer Medizinische Universität). Er ist Professor am Institut für Immunologie und experimentelle Therapie, Ludwik Hirszfeld PAS,[24] und war 1999–2007 Direktor dieser Abteilung. Er hat maßgeblich zur Forschung im Bereich der Phagentherapie beigetragen. Mit Stand 2019 gehört er der prestigeträchtige Gruppe der 2 % einflussreichsten Wissenschaftler an (TOP 2 % der zitierten Forscher der Welt! The World's Top 2% Scientists).[10]
- Die Unterfamilie Skurskavirinae ist zu Ehren der polnischen Virologin Zofia Skurska[25][26] (geb. 1909, Warszawa/Warschau, Polen; gest. 2007, Wrocław/Breslau, Polen) benannt. Sie war eine Schülerin des Virologen Ludwik Hirszfeld, dem langjährigen Leiter der Abteilung für Infektionskrankheiten am Institut für Immunologie und experimentelle Therapie an der Polnischen Akademie der Wissenschaften in Breslau und Ausbilderin vieler Generationen von Wissenschaftlern. Im Jahr 1942 wurde sie in den Konzentrationslagern Auschwitz und Ravensbrück inhaftiert. Am bekanntesten wurde sie durch ihre Arbeiten über Interferon. 1952 veröffentlichte sie einige bahnbrechende Studien über Pseudomonas-Phagen.[14]

Der Suffix ‚-virinae‘ kennzeichnet Virusunterfamilien.